# Picheloup
Picheloup est un lieu-dit situé dans la commune de Arnaud-Guilhem dans le département de la Haute-Garonne et la région Midi-Pyrénées.

## Croyances catholiques concernant ce lieu

### Première apparition
Le 23 juin 1859 la Vierge Marie accompagnée de Saint Pierre et Saint Jean serait apparue à quatre jeunes paysannes du village d'Arnaud-Guilhem en Comminges, qui gardaient leur troupeau dans le bois communal dit de Picheloup : Félicie Cavé, Jeanne Sarlabous et deux sœurs, Marianne et Françoise Bernadet.

### Récit de l'une des voyantes
Le texte qui suit est la retranscription partielle d'un manuscrit écrit en 1879 (référencé NDAG  pour Notre Dame d'Arnaud-Guilhem suivi des numéros de pages) retrouvé dans les archives du diocèse d'Auch en 2002 : Il est intitulé "Visions et apparitions touchant Notre-Dame d'Arnaud-Guilhem". Aujourd'hui une copie de ce document est disponible en consultation.

« En 1859, la veille de la fête de St Jean Baptiste, le 23 juin, Françoise (Bernadet) a vu la première, sur la souche d'un chêne qu'on venait de couper, une petite fille qui paraissait avoir de quatre à cinq ans. Elle avait auprès d'elle quatre petits enfants, deux de chaque côté qui étaient aussi petits qu'elle. Il n’y en avait pas de si jolie et de si bien habillée. Sa vue nous intimidait et nous n’osions rien lui dire. Enfin après l’avoir bien examinée, Françoise lui dit en patois, car nous ne savions pas du tout parler français : "Petite, comment t’appelles-tu ?" Elle répondit : "Je m’appelle Marie du Ciel". Françoise lui dit : "D’où es tu ? Es-tu de St Martory ?" Elle lui répondit : "Je suis du Ciel". Françoise lui dit : "Est-il bien beau le Ciel ?" Elle répondit : "Oh ! oui il est bien beau". Françoise lui dit : "Est-ce que nous irons au ciel nous autres ?" Elle répondit : "Si vous êtes sages et si vous ne faites pas de péchés". Françoise lui dit : "Pourquoi pleures-tu ? " Elle répondit : "Là sont les pécheurs qui me font pleurer parce qu'ils attachent tous les jours mon fils à la croix". Alors Françoise lui dit : "Ne pleure plus, va, demain je t'apporterai des cerises". Un petit sourire parut sur ses lèvres. Françoise lui dit encore : " Comment s'appelle un petit qui est là ?" Elle désignait la droite de la Sainte Vierge. Elle lui répondit : "Il s'appelle Pierre". - "Et celui-là?" demande Françoise en montrant la gauche. Elle répondit : "Il s'appelle Jean". Ceux-là regardaient la Sainte Vierge et les trois autres tenaient les yeux baissés et tous paraissaient bien tristes. »

— Relation écrite par la voyante, Félicie Cavé (NDAG 1-4)

### Prophétie dictée à Félicie
Prophétie dictée par la Sainte Vierge le 27 mars 1860 à Félicie Cavé.

« Voici, mon enfant, le secret que j'ai à vous confier. Je veux que cette lettre ne soit lue par personne avant le temps marqué. Le Pape sera persécuté, la ville sainte et le pouvoir temporel du Pape seront pris par Victor Emmanuel. Le Pape aura le cœur percé de douleur. Il verra l'abomination de la désolation dans la ville sainte. Les couvents seront détruits, les religieuses chassées, bafouées, la religion en grand danger et lui-même sera fait prisonnier. Les maux qui menacent mon peuple, s'il ne se convertit pas, sont la guerre, la peste et la famine ; la guerre s'étendra de l'orient à l'occident si mon peuple demeure incrédule ; l'Archevêque de Toulouse qui siégera alors pourra, s'il le veut, arrêter tous ces maux en faisant bâtir la chapelle que je demande qu'on m'élève à Arnaud-Guilhem parce que les pécheurs se convertiront et que mon fils sera désarmé. Si l'Archevêque refuse ce que je lui demande, il sera beaucoup châtié lui et tout son peuple, mais surtout lui qui aura eu les instances de mon fils. C'est moi, Marie, Mère de Douleur, qui vous dit ces choses pour le salut de mon peuple. »

## Historique des événements

### Rapport avec l'Ordinaire du lieu
Au rapport des voyantes, des apparitions eurent lieu maintes fois pendant dix-huit mois. Des recteurs de paroisses voisines venaient à la tête de groupes de nombreux pèlerins, mobilisés par l'importance des faits. L'Archevêque interdit au Clergé de se rendre à Arnaud-Guilhem, en 1860 il lui recommanda silence, prudence et neutralité sur le sujet des évènements. Un ouvrage récent générique rapporte que le même Archevêque de Toulouse les aurait qualifiés de charlatanisme ridicule mais sans citer l'auteur réel, la date, la cote d'archive de cette mention, sans certitude sur sa conformité qui ne peut être attestée par les documents d'époque à notre disposition. Rappelons que 13 ans après la demande de neutralité, les émissaires religieuses de la voyante furent autorisées par leur ordinaire, à rencontrer le Saint Père pour lui présenter le sujet, les messages et une image de la statue demandée (novembre 1873) : Pie IX leur montra des dispositions favorables. Aujourd'hui des messes sont autorisées sur le site, dans le cadre de ces évènements, et inscrites dans secteur pastoral local.

### Rapport avec la Police locale
Quelque temps après (date inconnue), les quatre jeunes filles furent citées à comparaître devant le Sous-Préfet de Saint Gaudens, en présence du Juge de Paix du canton, du Maire et du Greffier du Juge de paix. Elles furent interrogées séparément, menacées de prison puis renvoyées chez elles.

### Le message
La Vierge Marie a demandé ultérieurement aux jeunes filles de faire construire une chapelle à l'endroit où elle s'était montrée la première fois, où elle serait honorée et invoquée sous le titre de "Notre Dame d'Arnaud-Guilhem". Elle a demandé également que soit construite une colonne de six pieds de haut, où une statue la représenterait en Mère de Douleur, debout, grandeur nature, avec sur la poitrine un cœur percé de sept glaives, et tenant dans sa main droite une couronne d'épines. Au pied de la colonne devront être gravés les mots : "Ce sont les pécheurs qui me font pleurer ; mais qu'ils viennent à moi, je suis la Mère de la Miséricorde, du pur Amour et de la sainte Espérance". Les messages dans le manuscrit original mentionnent cependant que c'est autour de la colonne qu'ils doivent être gravés en grosses lettres, non pas au pied, et que la chapelle doit être bâtie exactement sur le plateau au-dessus du bois des apparitions.
Elle a affirmé que, dès le début des travaux, une source apparaîtrait près de la colonne, ce qui fut le cas aussi dès les évènements en 1859 mais la source tarit au moment où des dispositions humaines le préférèrent ainsi. Aujourd'hui (mai 2008), un bassin aménagé à flanc de coteau se remplit sans cesse et se déverse dans le ruisseau en contrebas. Dans la durée cependant, cette observation mériterait une plus ample expertise notamment quand les phases pluvieuses sont éloignées (mi-mai -08 : averses de grêle, orages sur le toulousain): Le dimanche 20 avril -08 au soir dans une accalmie après des déluges d'eau de plusieurs jours, il a été constaté que ce trou de pelleteuse se remplissait par deux drains à ses coins nord recevant de l'eau en infiltration et ruissellement des plateaux depuis la crête du village engendrant à son coin ouest un léger et unique écoulement se scindant ensuite par deux tranchées faites de mains d'homme jusqu'au ruisseau de Bonnefont. Mi-décembre -07 le trou était presque sec, le fond masqué par des feuilles. Mi-février -08 l'eau y stagnait au fond.

### Vocations religieuses
Après dix-huit mois d'apparitions successives, la Vierge Marie dit aux voyantes de se préparer à faire leur première communion, puis à embrasser la vie religieuse, en suivant les conseils du curé de la paroisse de Pointis-Inard, leur curé étant décédé. Elles entrèrent toutes les quatre le 7 octobre 1861 (fête de Notre-Dame du Rosaire) à la maison mère des sœurs de Saint Joseph de Dorat, près de Limoges, aujourd'hui fusionnée avec la congrégation des Sœurs de Marie-Joseph et Miséricorde. Marianne Bernadet décéda le 25 octobre 1862, Jeanne Sarlabous décéda le 11 novembre 1878 et Marie-Françoise Bernadet le 24 juin 1916, aucune n'ayant semble-t-il bénéficié d'autres visions, contrairement à leur amie Félicie.
En 1871 Félicie Cavé, en religion Sœur Marie du Bon Pasteur, vint résider dans la communauté de Toulouse, plus spécialement chargée de visiter la prison Saint Michel.

### Interdiction de culte à l'époque
Après le départ des quatre jeunes filles qui entrèrent en religion le 7 octobre 1861 au monastère du Dorat de Limoges et l'interdiction des rassemblements par l'Archevêché qui demandait prudence, silence, neutralité, l'effervescence diminua à Arnaud-Guilhem, bien que la piété populaire fut restée vive. "Les personnes les plus croyantes vivaient comme en un régime de terreur à cause des défenses sévères qu'avaient faites l'Archevêque de Toulouse et que maintenait dans toute leur rigueur le curé de la paroisse".

### Apparitions de Notre Seigneur Jésus-Christ, selon la religieuse, à son couvent du Dorat
En 1871, Sœur Marie du Bon Pasteur révéla à sa Supérieure qu'elle bénéficiait d'apparitions du Christ au moment où l'on exposait le Très Saint Sacrement (dans la Sainte Hostie). Ces événements ayant servi de prétexte pour relancer l'enquête sur l'authenticité des apparitions de Picheloup, l'Archevêque de Toulouse refusa catégoriquement la démarche et interdit à Félicie Cavé, au nom de la sainte obéissance, de mentionner d'autres manifestations de même ordre. Elle en eut ultérieurement, qu'elle confia à sa Supérieure générale quand l'interdiction fut levée, plus de cinquante, qui furent consignées par écrit par la dite Supérieure et conservées.

### Situation aujourd'hui
Le texte source de toutes ces informations se termine en 1879. L'ensemble de ces événements tombait peu à peu dans l'oubli, à la disparition des protagonistes. Rappelons pourtant que, pour se conformer aux demandes des messages, la sœur supérieure de l'Ordre avait sollicité une entrevue avec le Pape Pie IX, qu'elle obtint. Le Saint Père lui montra des dispositions favorables et lui dit aussi qu'une enquête canonique sur des apparitions de la Très Sainte Vierge et de Notre Seigneur Jésus-Christ serait particulièrement longue, mais qu'il ne s'opposait pas à l'érection de la chapelle avant la position officielle de l'Église, sur ces faits extraordinaires qu'il définissait ainsi devant la Sœur Aloysia, Secrétaire générale du couvent de la voyante :
"... l'affaire, elle n'a pas besoin d'une approbation. Ce sont des entretiens, des colloques de Notre Seigneur avec la jeune religieuse. Mais pour la chapelle, si vous pouvez la faire ce sera bien".
Mère Aloysia dit alors : "Très Saint Père, vous voulez bien qu'on le fasse?"
"Si, si a répondu le Pape; j'en serai content et je donnerai même quelque petite chose. Mais il faut vous entendre avec l'Archevêque de Toulouse. À quelle distance de la vile se trouve cette montagne?..." .
Cependant, cette décision devait être prise par ou avec l'approbation de l'Ordinaire du lieu, ce qui ne se produisit pas, au retour de l'audience. 
Source : fonds du Dorat, note de la Mère Aloysia, audience du Saint Père du 20 novembre 1873 faisant suite à celle du 2 novembre. Entre-temps Pie IX, qui avait gardé les documents, fit savoir :
"Dites à ces bonnes religieuses que je vais prendre quelques jours pour prier et que quand j'aurais mûrement examiné cette affaire devant Dieu, ce que je croirai devoir faire je le ferai".
Même fonds même note. Voir livre de Mr Charles Bisaro en référence.
Extrait d'une lettre de Sœur Marie Sainte Foy à Mère Coralie, Supérieure Générale du Dorat, datée du 21/10/1907 :
"Pie IX avait approuvé les communications de Notre Seigneur à Sœur du Bon Pasteur. Il avait dit d’examiner l’œuvre et de faire bâtir la chapelle demandée par Marie pour le salut du monde".
Même fonds que plus haut et livre de Mr Charles Bisaro en note 1. 
Voir le manuscrit des évènements NDAG B032-36 Prologue http://www.arnaud-guilhem.org/ndag.pdf f°3 et 46.
Autour de 1914, le pèlerinage à Picheloup connut un regain d'activité. Des photos ont été prises sur place, disponibles auprès de l'association cogestionnaire du site de Picheloup.
« Depuis la fin de la guerre, "Picheloup" ne connaît plus que quelques rares pèlerins isolés et fidèles quand même à l’exemple de Mlle Callibel. »
« Déjà cinquante ans que se sont passés les premiers évènements… Et pourtant des personnes continuent à s’intéresser aux évènements… pendant la première guerre mondiale, le culte à Picheloup s’est à nouveau développé pour "s’endormir" à nouveau mais sans s’éteindre car dans le village et les alentours quelques personnes y pensent encore au point d’aller nettoyer et fleurir encore et régulièrement les lieux des apparitions ».
Dans les années 1920, deux lettres de Marie Dulion adressées à la supérieure du monastère du Dorat nous apprennent que Blaise Dulion décédé en 1922 « était dévoué au service de la Sainte Vierge… qu’en ce moment il se fait beaucoup de prière pour hâter au plus tôt l’approbation » et que la source avait jailli à nouveau : « J’irai aujourd’hui puiser de l’eau dans deux bouteilles selon vos désirs… demain que j’irai faire l’expédition », 11 février 1924, fonds du Dorat.
« Non les apparitions d’Arnaud-Guilhem n’étaient pas oubliées… c’est la supérieure du Dorat qui avait écrit à Blaise Dulion pour lui demander l’envoi de bouteilles d’eau provenant de Picheloup ».
En 1947, dans la dernière de ses lettres envoyées au clergé en 25ans, une paroissienne de Sainte Croix Volvestre (Ariège), Mlle Calibel informa le prêtre desservant la paroisse d'Arnaud-Guilhem, M. L'abbé Bertrand Brun, au sujet des évènements et des pèlerinages qu’elle a effectués : « personne libre… j’y suis allé plusieurs fois depuis le 11 février 1915 », et en lui témoignant de sa joie pour la mission qu’il avait fait donner enfin à la paroisse, conformément aux exigences du droit canon et selon les encouragements pressants du Padre Pio qu’elle avait consulté en 1922.
Depuis plusieurs décennies l’endroit est entretenu, visité, un petit oratoire est fleuri par des âmes pieuses, particulièrement depuis les années 1970.
Fin 2002, le manuscrit des évènements intitulé VISIONS ET APPARITIONS TOUCHANT NOTRE DAME D'ARNAUD-GUILHEM fut retrouvé par les archivistes du diocèse d’Auch, connu de leurs prédécesseurs mais sans cote, à la suite d'une demande de M. Charles Bisaro directeur émérite des pèlerinages de l’archidiocèse de Toulouse qui effectuait des recherches, en approfondissement du sujet avec l'autorisation de son Archevêque Mgr Emile Marcus. Il compte plus de 400 pages. 
Aujourd'hui depuis 2003 des messes sont autorisées sur le site, dans le cadre de ces évènements, et inscrites dans secteur pastoral local. L'une d'elles fut concélébrée par le Mr. le Vicaire épiscopal de Toulouse, accompagné de trois prêtres le 25 juin 2005, anniversaire des évènements (veille de St-Jean Baptiste). Anniversaire fêté chaque année depuis 2003, le dernier samedi de juin, messe le matin vers 10H. Chapelet mensuel. Messe également mi-septembre pour la fête de Notre Dame des 7 Douleurs. Selon le manuscrit, le Christ supposé demande instamment que la Très Sainte Vierge Marie soit honorée sous le titre de Notre Dame d'Arnaud-Guilhem, en ce lieu ; le terme "Picheloup" n'intègre jamais ce titre quand il s'exprime dans le manuscrit de référence.